# پانزده سگ
پانزده سگ: پوزش (به انگلیسی: Fifteen Dogs: An Apologue) یک رمان اثر آندره الکسیس نویسنده اهل کانادا است و اولین بار در سال ۲۰۱۵ منتشر شد.

## جوایز و افتخارات
- ۲۰۱۵ برنده جایزه گیلر[۲]
- ۲۰۱۵ برنده جایزه راجرز رایترز تراست[۳]
- ۲۰۱۵ نامزد جایزه کتاب تورنتو[۴]
- ۲۰۱۷ برنده کانادا ریدز[۵]